# Ekvatorialna Gvineja
Ekvatorialna Gvineja (uradno Republika Ekvatorialna Gvineja) je suverena država v Srednji Afriki. Na severu meji na Kamerun, na vzhodu in jugu na Gabon, na zahodu pa na Atlantski ocean. Deli Ekvatorialne Gvineje so tudi otok Bioko 40 kilometrov pred kamerunsko obalo, otok Annobon, ki leži sredi morja 595 kilometrov jugozahodno od otoka Bioko, in otok Corisco pred izlivom reke Muni, ki zaznamuje mejo z Gabonom.